# Missió possible
Missió possible (títol original en coreà, 미션 파서블) és una pel·lícula de comèdia d'acció sud-coreana del 2021 escrita i dirigida per Kim Hyung-joo. Basada en la sèrie Mission: Impossible de Bruce Geller, la pel·lícula és protagonitzada per Lee Sun-bin i Kim Young-kwang, seguint les travessies de l'agent secret Da-hee i un exagent especial, el detectiu privat Soo-han. La pel·lícula es va estrenar a Corea del Sud el 17 de febrer de 2021. S'ha doblat i subtitulat al català.
Segons dades del Consell del Cinema Coreà, ocupa l'onzè lloc entre totes les pel·lícules sud-coreanes estrenades l'any 2021 al país, amb uns ingressos bruts de 3,56 milions de dòlars i 447.111 entrades venudes.